# Kamerun na Zimowych Igrzyskach Olimpijskich 2002
Kamerun na Zimowych Igrzyskach Olimpijskich 2002 reprezentował jeden zawodnik - Isaac Menyoli. Był to debiut tego kraju na zimowych igrzyskach olimpijskich.

## Biegi narciarskie
- Isaac Menyoli (sprint - 67. miejsce, bieg na 15 km - 83. miejsce)